# Роберт Маркуш
Роберт Маркуш (Нови Сад, 7. октобар 1983) је српски шахиста који има титулу велемајстора од 2004. године. Тренутно (јун 2024) је пети најбоље рангирани шахиста у Србији, а у свету 224. од активних играча. За Србију се такмичио на шаховским олимпијадама 2004, 2006, 2010, 2012. и 2014. године. Члан је Шаховског клуба Нови Сад.
Био је рекордер међу српским шахистима по броју освојених бодова на ФИДЕ листи — 2673.